# Бойко, Елена Викторовна
Еле́на Ви́кторовна Бо́йко (до 2011 — Толпи́нская; р. 9 августа 1981, Таганрог Ростовской области) — российская волейболистка и тренер. Центральная блокирующая.

## Биография
Елена Бойко (Толпинская) родилась в Таганроге. В детстве с семьёй переехала в Волгодонск, где в 1995 году начала заниматься волейболом у тренера Л. В. Цукановой. Выступала за следующие команды:
- 1998—2009 — «Импульс»-ВАЭС (Волгодонск)
- 2009—2011 — «Университет-Визит» (Пенза)
- 2011—2012 — «Протон» (Саратовская область) — 21 матч (86 очков) в суперлиге чемпионата России
- 2012—2013 — «Индезит» (Липецк) (капитан команды);
- 2018—2019 — «Донские Ласточки» (Ростов-на-Дону).

Окончила Кубанский государственный университет физической культуры, спорта и туризма.
В 2013 году завершила игровую карьеру. С 2015 по 2016 год являлась главным тренером ВК «Импульс-Спорт».
В 2018 Елена Бойко вернулась на площадку и в течение одна сезона выступала за команду «Донские Ласточки» (Ростов-на-Дону) в первой лиге чемпионата России. 
Замужем. Дочь — Валерия.